# Crepidorhopalon membranocalycinus
Crepidorhopalon membranocalycinus är en tvåhjärtbladig växtart som beskrevs av E. Fischer. Crepidorhopalon membranocalycinus ingår i släktet Crepidorhopalon och familjen Linderniaceae. Inga underarter finns listade i Catalogue of Life.